# Gephyrina nigropunctata
Gephyrina nigropunctata là một loài nhện trong họ Philodromidae.
Loài này thuộc chi Gephyrina. Gephyrina nigropunctata được Cândido Firmino de Mello-Leitão miêu tả năm 1929.